# Бруней (річка)
Річка Бруней (малай. Sungai Brunei, англ. Brunei River) — річка на острові Калімантан, найменша з чотирьох відносно великих річок держави Бруней. Протікає через столицю Брунею Бандар-Сері-Бегаван, впадає до Брунейської затоки.

## Фізична географія
Басейн Брунею відокремлений від басейну річки Тутонг на заході низькою грядою пагорбів. Північний вододіл йде по прибережній височині.
Річка сформувалася у геологічно нещодавній час близько 5400-5000 років тому в гирловій заплаві більшої річки Лімбанг. Устя Лімбангу тоді змістилося на південний схід. Вододіл між двома річками нечіткий, бо проходить по низинному болоту, і приблизно збігається з державним кордоном Брунею і Малайзії.
Витоки Брунею знаходяться поблизу селищ Бату-Ампар і Лімау-Маніс. Неподалік від витоку до річки впадає ліва притока Іманг, на якій 1997 року було побудовано водосховище.
Найбільша притока Брунею — річка Дамуан впадає нього з лівого берега в мукімі Кіланас двома рукавами, утворюючи острів Ранггу (малай. Pulau Ranggu).

## Живий світ
Вздовж течії річки за межами міста розташовані тропічні ліси. Звичайним видом є мавпа носач, велика колонія яких живе і в межах міської зони на острові Ранггу.
Устя річки через припливну зміну рівня заросло мангровими деревами. Серед тваринного світу багато крабів, мулистих стрибунів.
У 2014 році перше дослідження бактеріального складу вод Брунею виявило велику кількість невідомої раніше мікробіоти. Як вважають дослідники, до 90% мікроорганізмів можуть бути унікальними або новими для науки. Втім закислення та засолення річки через діяльність людини загрожує зникненням унікального мікробіому.

## Поселення і історія
Перші поселення людини на березі річки датуються VIII сторіччям нашої ери. За майже повної відсутності доріг до кінця XIX сторіччя весь транспорт здійснювався по річці. Головна пристань, куди заходили морські кораблі, знаходилася на північному (лівому) березі річки. Тут у 2011 році було відкрито нову набережну, як символ продовження історичної комунікації за допомогою річки.
В нижній течії річки Бруней розташовано одне з найбільших у світі селищ на воді — Кампонг Аєр. Зараз селище знаходиться в межах столиці й найбільшого міста держави Бруней — Бандар-Сері-Бегавану.
У 2006 році на річці було встановлено систему дистанційного моніторингу рівня води для попередження населення про можливе підтоплення.
По річці регулярно здійснюються круїзи, екскурсійні послуги пропонують приватні власники моторних човнів.